# بارفين كومار
بارفين جون كومار (بالإنجليزية: Parveen June Kumar)‏ ـ (ولدت في لاهور في 1 يونيو 1942) هي طبيبة بريطانية، هندية المولد، شغلت منصب رئيس الرابطة الطبية البريطانية سنة 2006، ورئيسة الجمعية الملكية للطب بين عامي 2010 و2012. أشهر مؤلفاتها كتاب «الطب السريري» (بالإنجليزية: Clinical Medicine)‏، وهو مرجع مرموق في مجال الطب الباطني. حصلت على وسام الإمبراطورية البريطانية من رتبة قائد سنة 2000.